# Stef Lernous
Stef Lernous (1973) is een Vlaams acteur en regisseur, vooral bekend als artistiek leider van Abattoir Fermé.
Stef Lernous richtte samen met Tine Van den Wyngaert en Nick Kaldunski het Mechelse theatergezelschap Abattoir Fermé op.  In de beginperiode stond hij meestal mee op de planken, maar sinds 2005 is hij enkel nog artistiek leider, huisfotograaf en regisseur van het gezelschap.  
Tot 2005 schreef hij ook theaterteksten voor andere gezelschappen, zoals Fabuleus en Nieuwpoorttheater.
Hij is ook coach van de Spel- en Regieafdeling van de theateropleiding Rits.
Af en toe maakt Lernous ook uitstapjes buiten het theater.  Zo regisseerde hij in 2011 bij de Vlaamse Opera de opera " l'intruse" naar het werk van Maurice Maeterlinck.  In het najaar van 2013 regisseert hij opnieuw bij de Vlaamse Opera, dit keer Tristan en Isolde van Richard Wagner.
In 2011 maakte hij voor de televisiezender Acht de televisieserie MONSTER!.
Zowel in het theater als in zijn nevenprojecten in opera en op televisie blijkt Lernous' fascinatie voor ‘de wereld achter de wereld’, fantasieën, rituelen en lichamelijkheid.